# فوقس منشاري
فوقس منشاري (الاسم العلمي: Fucus serratus) هو نوع من الطلائعيات يتبع جنس الفوقس من الفصيلة الفوقسية.	    